# Terry Sanford
James Terry Sanford (20 de agosto de 1917 - 18 de abril de 1998) foi um político dos Estados Unidos. Membro do Partido Democrata, foi o 65º governador da Carolina do Norte, sendo duas vezes candidato a presidente dos EUA na década de 1970 e senador entre 1986 a 1993. Sanford foi um forte defensor da educação pública e introduziu uma série de reformas e novos programas nas escolas da Carolina do Norte e em instituições de ensino superior como governador do estado, o aumento do financiamento para a educação que ficou conhecido como Fundo da Carolina do Norte. De 1969 a 1985, Sanford foi presidente da Duke University.
Foi escoteiro quando criança, tornou-se agente do FBI após se formar na University of North Carolina em 1939. Durante a Segunda Guerra Mundial, ele esteve no combate do Teatro Europeu e recebeu uma indenização por ter ido a guerra. Depois do seu regresso aos EUA, após a Segunda Guerra Mundial, Sanford se formou em direito na University of North Carolina iniciando uma carreira jurídica no final de 1940, logo depois entrou na política. Democrata ao longo da vida, ele era conhecido por sua liderança progressiva dos direitos civis e da educação, embora seus adversários criticaram como um "fiscal de gastos liberal". Sanford é lembrado como uma figura pública do sul após a Segunda Guerra Mundial.

## Primeiros anos
Sanford nasceu em Laurinburg, Carolina do Norte em 1917, filho de Cecil e Elizabeth Sanford. Ele se tornou escoteiro em Laurinburg da Tropa 20 do Boy Scouts of America (BSA). Pouco antes de morrer, relatou sua experiência quando membro do BSA ao jornalista David Gergen: "Provavelmente salvou minha vida na guerra. Meninos que haviam sido escoteiros ou tinham sido do CCC sabiam como cuidar de si mesmos na floresta. .. . O que eu aprendi nos escoteiros me sustentou toda a minha vida; me ajudou a tomar decisões sobre o que era melhor". A BSA reconheceu-o com o seu prêmio Distinguished.
Sanford se formou na University of North Carolina em Chapel Hill, em 1939, e depois serviu como um agente especial do FBI por dois anos. Ele se casou com Margaret Rose Knight em 4 de julho de 1942, e mais tarde teve dois filhos com ela, Terry Jr. e Elizabeth. Durante a Segunda Guerra Mundial, alistou-se como no Exército dos EUA e mais tarde atingiu o posto de primeiro tenente. Era membro da Infantaria Pára-quedistas 517 e lutou na Batalha do Bulge. Ele foi condecorado com a Estrela de Bronze e o Coração Púrpura por sua bravura e por ter sido ferido na guerra, respectivamente. Sanford foi dispensado em 1946. Mais tarde serviu como comandante da companhia com a patente de capitão do Regimento de Infantaria 119 da Guarda Nacional do Exército entre 1948 e 1960. Após a guerra, Sanford se formou em Direito da University of North Carolina School of Law e foi Presidente do Clube de Jovens Democratas da Carolina do Norte, agora conhecido como o Jovens Democratas da Carolina do Norte.[carece de fontes?]

## Governador
Sanford foi assistente da direção do Instituto da University of North Carolina em Chapel Hill, de 1946 até 1948, começou então seu escritório privado de direito em Fayetteville. Como um democrata, Sanford cumpriu um mandato como senador estadual (1953-1955), e optou por não concorrer a um segundo mandato. Ele concorreu para governador da Carolina do Norte em 1960, derrotando I. Beverly Lake, Sr., Malcolm Buie Seawell , e John D. Larkins na primária democrata, e Robert Gavin na eleição geral. Eleito para um mandato único, Sanford serviu entre janeiro de 1961 a janeiro de 1965.
Impulsionado por sua crença de que uma pessoa poderia realizar qualquer coisa com uma boa educação.:157, 194, 247, 257–258 Sanford quase duplicou os gastos da Carolina do Norte em escolas públicas. Ele começou a consolidar o sistema da University of North Carolina para assegurar sua solvência e força, e supervisionou a criação do sistema de colégios. Ele concebeu a ideia para a Governor's School of North Carolina, a publicly funded six-week residential summer program for gifted high school students in the state. um financiamento público de seis semanas do programa de verão residencial para talentosos alunos do ensino médio no estado. Ele estabeleceu o North Carolina School of the Arts (agora University of North Carolina School of the Arts) para manter os alunos talentosos "nas áreas de música, teatro, e dança e as artes aliadas no desempenho, tanto do ensino médio e universitários a níveis de instrução" em seu estado natal. Ele lutou pela desagregação racial, e até enviou seu filho para uma escola pública num momento em que tal posição era politicamente impopular e possivelmente perigosa. Ele também criou o Fundo da Carolina do Norte sob a liderança de George Esser para combater a pobreza e promover a igualdade racial em todo o estado. O aumento de impostos feitos para financiar esses programas educacionais foi polêmico. Um imposto, sobre os alimentos, despertou muita oposição e foi acusado de regressivo por muitos, inclusive por alguns dos mais leais do governador. O imposto sobre alimentos, apelidado de "Imposto de Terry", e outros impostos implementado por Sanford diminuiu sua popularidade e foram fortemente criticados por seus adversários políticos.
Sanford era um aliado político próximo do presidente John F. Kennedy, um fato que perturbou alguns democratas da Carolina do Norte que estavam descontentes com o procurador-geral dos Estados Unidos Robert F. Kennedy, e seus esforços para pressionar por direitos civis. De acordo com o secretário Evelyn Lincoln, Sanford teria sido a escolha de Kennedy para vice-presidente na eleição democrata de 1964, se Kennedy não fosse assassinado. Em seu livro de 1968 Kennedy e Johnson, ele relatou que o presidente Kennedy disse a Lyndon B. Johnson que ele seria substituído como vice-presidente. Lincoln escreveu a respeito em 19 de novembro de 1963, apenas três dias antes do assassinato de Kennedy.
O Sr. Kennedy sentou-se na cadeira de balanço em meu escritório, apoiou a cabeça em suas costas, ele colocou a perna esquerda em seu joelho direito. Em uma voz lenta pensativo, ele me disse: 'Você sabe se estou re-eleito em 64, eu vou gastar mais e mais tempo para fazer um serviço público de carreira honrosa. Gostaria de adaptar os poderes do executivo e legislativo do governo para que eles possam acompanhar os grandes avanços e progressos alcançados em outros campos ... Vou defender e alterar algumas das regras e regulamentos obsoletos no Congresso, como a regra de antiguidade. Para fazer isso vou precisar de um companheiro na chapa em 64 um homem que acredita como eu. Eu era fascinado por essa conversa e escreveu-o na íntegra no meu diário. Agora, eu perguntei, ... Quem é a sua escolha como companheiro de chapa? Ele olhou, e, sem hesitar respondeu: 'Neste momento eu estou pensando no governador Terry Sanford da Carolina do Norte. Mas não vai ser Lyndon. "
Além disso, Sanford usou sua influência com a Casa Branca para expandir ainda mais o Research Triangle Park (RTP), o que provocou um surto econômico no estado, acabou atraindo a IBM e a United States Environmental Protection Agency para o estado.
Sanford também foi um adversário ferrenho da pena de morte. Suaa "inúmeras declarações contra a pena de morte foram tão bem conhecido que os prisioneiros no corredor da morte da Carolina do Norte se referiu a elas em seus apelos de clemências."
Após o término de seu mandato terminou, Sanford abriu um escritório de advocacia. Ele concordou em servir como gerente da campanha de Lyndon B. Johnson em 1968, pouco antes da retirada de Johnson em 31 de março, mas depois assumiu como gerente da campanha para o candidato democrata Hubert Humphrey em sua eleição contra o republicano Richard Nixon para a presidência. O presidente Johnson queria pegar Sanford como seu companheiro de chapa. Em uma ocasião, a campanha de Humphrey pediu se ele queria ser o candidato à vice-presidênte. Sanford declinou e Humphrey finalmente escolheu o senador Edmund Muskie de Maine. Embora Sanford recebeu uma série de ofertas legais e de negócios do setor privado durante este período, ele estava interessado em uma posição que lhe permitiria manter suas perspectivas políticas abertas.:367–385

## Presidente da Duke University

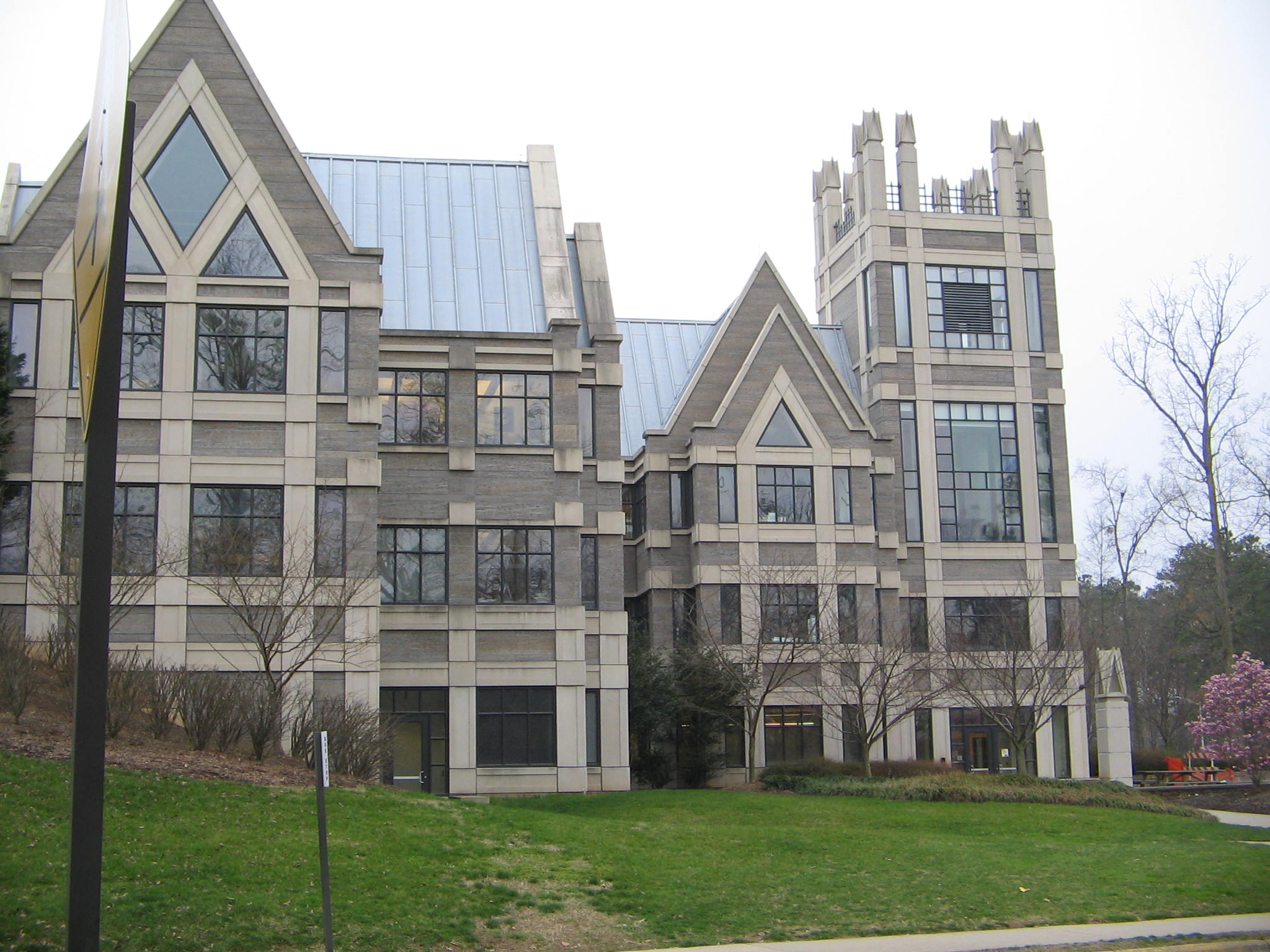
Instituto de Políticas Públicas Terry Sanford

Em 1969, Sanford se tornou presidente da Duke University, cargo que ocupou durante os próximos 16 anos. Embora envolvido em quase todos os aspectos da universidade, Sanford focou principalmente na angariação de fundos, atletismo, e as relações com outras universidades. Ele também manteve uma política de acessibilidade para os alunos e ajudou a aliviar as tensões raciais. Esta abordagem ajudou a acalmar agitação estudantil sobre a Guerra do Vietnã no início de seu mandato como reitor. Dirigindo-se aos protestos com uma mistura de tolerância e determinação para manter o controle do campus, ele se reuniu com estudantes e com êxito evitou o fechamento do campus que atormentaram muitos dos universitários do país na época.
Talvez a maior polêmica da presidência de Sanford foi seu esforço para estabelecer a biblioteca presidencial do ex-presidente dos EUA, Richard Nixon na Duke. Sanford levantou o assunto com Nixon durante uma visita ao ex-presidente Nixon em Nova Iorque em 28 de julho de 1981. Sanford continuou a procurar o conselho de Nixon em várias questões da universidade. A proposta da biblioteca se tornou público em meados de agosto, criando uma controvérsia sobre a construção ou não da biblioteca na universidade. Embora Sanford apreciou algum apoio para seu esforço, a maioria dos professores foram contra a proposta, a maior preocupação é que a instalação seria um monumento a Nixon, em vez de um centro de estudo. Sanford tentou fazer a biblioteca, mas a proposta do Conselho da Académica Duke Conselho era a construção de biblioteca de apenas um terço do tamanho do que Nixon queria e sua rejeição de um museu Nixon junto com a biblioteca, levou Nixon a desistir e oferecer a Sanford a construção de outra biblioteca, que foi construída em 1990 em sua cidade de nascimento, Yorba Linda, na Califórnia.

## Candidaturas a presidente

Cartaz da campanha de Sanford à presidência em 1976.

Embora Sanford foi por muito tempo presidente da universidade, ele ainda tinha suas ambições políticas. Como o começo das eleições primárias  de 1972, ele foi abordado por várias pessoas que disseram que o campo de candidatos do partido democrata era fraco. Ele estava particularmente interessado em desafiar o governador do Alabama George Wallace, em um esforço para mostrar que as opiniões segregacionista de Wallace não representavam a opinião do sul. Ao anunciar sua candidatura em 8 de março, ele enfrentou dificuldades quando iniciou sua campanha. Sabendo que ele não poderia ganhar uma maioria de delegados nas primárias, ele esperava ter votos suficientes para ter chances de vencer a eleição na convenção. Mesmo na primária da Carolina do Norte, Wallace bateu Sanford por 100.000 votos, e Sanford ficou em quinto lugar na Convenção Nacional Democrata, com 77.5 votos, atrás de George McGovern (1.864.95), Jackson Henry (525), Wallace (381.7), e Shirley Chisholm (151.95).
Ao anunciar sua candidatura em 1 de junho de 1975, como candidato a presidente em 1976, ele fez campanha ao mesmo tempo que era presidente da Duke. Enquanto ele desenvolveu sua campanha entre os educadores, ele não tinha um tema de campanha que pudesse aproximar Sanford do público. Então, ao fazer campanha em Massachusetts, em janeiro, ele sofreu fortes dores e foi diagnosticado com um sopro no coração. Em 25 de janeiro, Sanford desistiu das primárias, sendo o primeiro democrata a desistir da nomeação.

## Carreira no Senado
Depois de se aposentar como presidente da Duke University em 1985, Sanford permaneceu ativo na política do partido. Ele concorreu a presidente do partido em 1985, na qual ele foi apoiado pela futura presidenta da câmara dos representantes Nancy Pelosi. Sanford perdeu para Paul G. Kirk. Kirk teve 203.07 votos, e Sanford 150.93.
Depois de não conseguir encontrar um democrata disposto a concorrer à cadeira no Senado sendo desocupado pelo republicano John P. East, Seu adversário era o congressista Jim Broyhill. Depois que East cometeu suicídio em 29 de junho de 1986, Broyhill foi temporariamente nomeado para o cargo em 3 de julho, até que uma eleição especial que poderia ser realizada em 4 de novembro. Apesar de ser atacado como um liberal, Sanford derrotou Broyhill por três pontos percentuais na eleição de novembro. Críticos de Sanford focaram principalmente em três áreas: a sua promoção de oportunidades para as minorias, impostos e gastos no financiamento da educação, e sua campanha anti-pobreza. Ele tomou posse em 5 de novembro, um dia depois da eleição especial, para servir os dois últimos meses do mandato de East e outros seis anos subseqüentes.
Sanford encontrou seus anos no Senado frustrante. Ele estava preocupado com o déficit fugitivo da época, e perseguiu o desenvolvimento econômico da América Central como uma alternativa as políticas militares dos republicanos. Ele participou das seguintes comissões internacionais: Central de Recuperação e Desenvolvimento, uma força-tarefa de estudiosos e líderes sobre a pobreza; Conflito e Esperança: Um ponto de viragem na América Central em 1989 com os princípios para a promoção da paz, democracia e equitativo de desenvolvimento na América Central. Sanford serviu em comitês múltiplos Senado: Comissão Especial da Ética (como presidente); Comissão Especial do Envelhecimento; Orçamento; Bancos, Habitação e Assuntos Urbanos, incluindo a Subcomissão de Finanças Internacionais e Política Monetária e Subcomissão de Valores Mobiliários e de Relações Exteriores, incluindo Subcomissão do Oriente Sul da Ásia (como Presidente), Subcomissão de Assuntos da África, e Subcomissão do Hemisfério Ocidental e de assuntos sobre a paz. Ele tinha um histórico de votação liberal em comparação com seus colegas democratas do Sul, fez campanha com sucesso contra a passagem de uma emenda constitucional que proibia a queima de bandeiras do United States of Rights Bill. Sanford ainda pensou em suas realizações no Senado, e ele pensou seriamente em se aposentar, e continuar fazendo outros projetos antes de decidir concorrer à reeleição.

### Votações

#### Juízes daSuprema Corte
| Nome            | Data da Confirmação    | Voto de Terry Sanford | Voto global | Voto global |
| --------------- | ---------------------- | --------------------- | ----------- | ----------- |
| Clarence Thomas | 23 de outubro de 1991  | Não                   |             | 52 - 48     |
| David Souter    | 25 de julho de 1990    | Sim                   | Sim         | 90 - 9      |
| Anthony Kennedy | 30 de novembro de 1987 | Sim                   | Sim         | 97 - 0      |
| Robert Bork     | 23 de outubro de 1987  | Não                   | Não         | 58 - 42     |

### Eleição de 1992

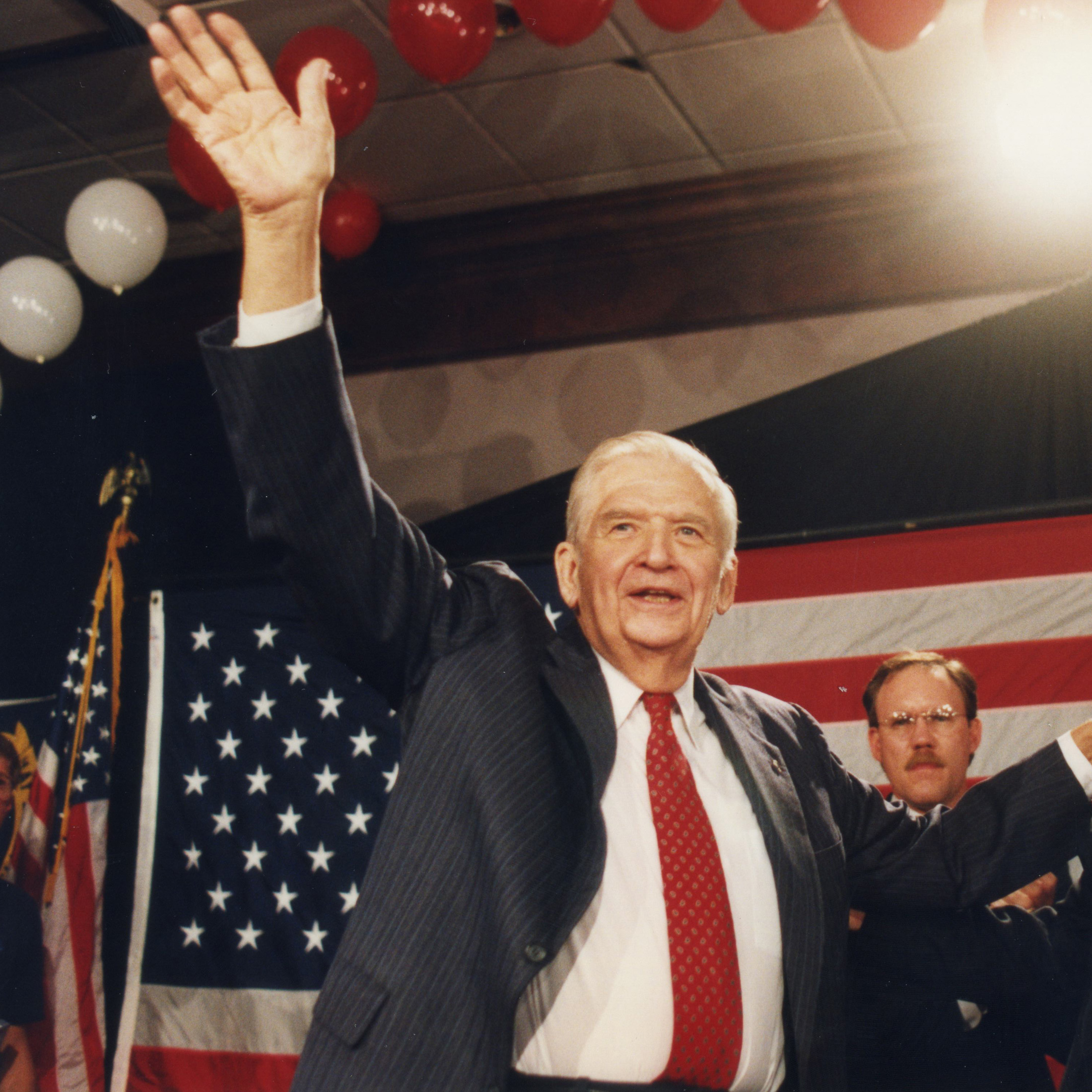
Sanford acena para os eleitores na noite da eleição de 1992.

Sanford decidiu concorrer a reeleição em 1992, não teve oposição durante a primária democrata. Na eleição geral concorreu contra Lauch Faircloth, que foi democrata durante 40 anos, mudando sua afiliação para republicana em 1990, Faircloth tinha sido Comissário da estrada estatal na administração do governador Sanford. Faircloth acusou Sanford de ser um liberal de impostos e gastar vinculados a interesses particulares. Embora as pesquisas iniciais mostraram que Sanford tinha uma vantagem confortável sobre o seu rival, ele perdeu apoiantes após realizar uma operação para arrumar uma válvula cardíaca que o impediu de fazer campanha em outubro e levantou dúvidas sobre se ele era capaz de servir a outro termo. Em 3 de novembro de 1992, Faircloth ganhou a eleição por uma margem de 100.000 votos.

## Últimos anos
Sanford escreveu vários livros, incluindo:But What About the People?, onde descreve seus esforços durante a década de 1960 para estabelecer um sistema de educação pública de qualidade na Carolina do Norte; Storm Over the States, onde coloca um terreno novo para o governo estadual e recomendações ao governo federal de um "federalismo criativo", e Outlive Your Enemies: envelhecer graciosamente, onde descreve as ações que irá atrasar o processo de envelhecimento e as regras para prolongar a vida saudável. Ele também deu aulas de direito e ciência política na Duke University e fez campanha para a construção de um centro de artes no Research Triangle, área que daria um lar permanente para o American Dance Festival.
Sanford anunciou no final de dezembro de 1997, que tinha sido diagnosticado com câncer de esôfago e que seus médicos disseram que ele tinha poucos meses de vida. Após a sua liberação do hospital, seu estado se deteriorou lentamente. Faleceu aos 80 anos de idade enquanto dormia, cercado por sua família em sua casa em Durham. Seu corpo foi sepultado na cripta da Capela da Universidade de Duke.

## Legado
Sanford era uma figura pública importante do pós-Segunda Guerra Mundial dos sul dos Estados Unidos. Ele desempenhou um papel fundamental na transformação da política do sul, principalmente nas áreas de relações raciais e educação. Em reconhecimento por seus esforços na educação e em inúmeras outras áreas, um 1981 a Harvard University nomeou-o um dos 10 melhores governadores do século XX.
O Edifício Federal do Palácio da Justiça Terry Sanford em Raleigh, capital do Estado, é nomeado em homenagem a Sanford.  O presidente Bill Clinton disse em um comunicado emitido quando estava da Cúpula das Américas em Santiago, Chile: "Seu trabalho e sua influência literalmente mudou o rosto e o futuro do Sul, tornando-o um dos americanos mais influentes dos últimos 50 anos. " John Edwards disse que Terry Sanford era seu herói político.
A Duke University, desde então, estabeleceu uma escola de graduação e pós-graduação (antigo instituto) em políticas públicas chamado Instituto de Políticas Públicas Terry Sanford. A Fayetteville High School, em Fayetteville (Carolina do Norte), foi rebatizada de Escola Terry Sanford em sua homenagem em 1968.

### Livros de autoria de Terry Sanford
- Sanford, Terry (1966). But What about the People?. New York, NY: Harper & Row. ISBN 0-822-32356-7
- Sanford, Terry (1967). Storm over the States. Rochester, NY: McGraw-Hill. ISBN 0-070-54655-X
- Sanford, Terry (1981). A Danger of Democracy: The Presidential Nominating Process. Boulder, CO: Westview Press. ISBN 0-865-31159-5
- Sanford, Terry (1996). Outlive Your Enemies: Grow Old Gracefully. Hauppauge, NY: Nova Science Publishers. ISBN 1-560-72289-4